# Ортега Урбина, Альфонсо
Альфонсо Ортега Урбина (исп. Alfonso Ortega Urbina; 24 февраля 1925 года, Никарагуа, Никарагуа — 3 октября 2006 года, Манагуа, Никарагуа) — никарагуанский дипломат и государственный деятель, министр иностранных дел Никарагуа (1962—1967).

## Биография
В 1947 г. окончил университет Гранады с присуждением степени доктора юридических наук. В 1950 г. окончил Дипломатическую школу Мадрида, в 1953 г. получил диплом «магистра права в сравнительного правоведения» юридического института Америки Южного методистского университета в Далласе (США).
Поступив на дипломатическую службу, занимал ряд должностей в дипломатических представительствах Никарагуа за рубежом, в том числе — секретаря миссии Никарагуа в Испании. Был членом делегации Никарагуа на заседаниях Генеральной ассамблеи Организации Объединенных Наций.
- 1959—1961 гг. — посол Никарагуа в Гондурасе,
- 1962 г. — посол в Мексике,
- 1962 г. — заместитель министра,
- 1962—1967 гг. — министр иностранных дел Никарагуа. На этом посту неоднократно возглавлял делегацию своей страны на конференциях министров иностранных дел Центральной Америки. Также был председателем делегации Никарагуа на Второй внеочередной Межамериканской конференции в Рио-де-Жанейро и принял участие в очередном заседании Исполнительного Совета Организации государств Центральной Америки (Сан-Сальвадор, 1966),
- 1972—1975 гг. — посол в Парагвае и Боливии по совместительству,
- 1975—1979 гг. — посол в Бразилии,
- 1992—1995 гг. — посол в Бразилии и Парагвае по совместительству,
- 1997—1998 гг. — посол в Канаде,
- 1998 г. — посол в Колумбии,
- 1998—2000 гг. — постоянный представитель Никарагуа при Организации Объединенных Наций,
- 2000—2002 гг. — посол в США.

В 2002 г. был избран депутатом Национального собрания и председателем комиссии по международным делам.
Являлся дядей президента Никарагуа Даниэля Ортеги.